# Джовани Долфино
Вижте пояснителната страница за други личности с името Джовани.
Джовани Долфино (на италиански: Giovanni Dolfin) е 57-ият венециански дож от 1356 до 1361 г.
Джовани Долфино е син на Бенедето (Бенето, Бело, Белерио, Белерино) Долфин и е потомък на знатна и богата фамилия. От много млад започва да се занимава с военно дело и бележи бързи успехи, а вследствие на получено раняване окуцява. Новината, че е избран за дож, го застига в Тревизо, с който по същото време Венеция е във война.
Долфино поема управлението в труден период. Унгарците са завзели Далмация заедно с най-важните градове Задар и Сплит и атакуват венецианските кораби в Адриатическо море, Венеция претърпява и тежко поражение през февруари 1358 г. През 1358-1359 г. Падуа поема търговията по бреговете на река Брента, а папата забранява на Венеция да търгува с мюсюлмански Египет.
Така от 1360 г. настъпва сериозна икономическа криза във Венеция, която приключва едва през 1382 г.
Джовани Долфино умира на 12 юли 1361 г.

## Семейство
Джовани Долфино е женен за Катерина Джустиниани, от която има осем деца.